# أندريس
أندريس هي كومونا في منطقة فريولي فينيتسيا الإيطالية، وتقع على بعد حوالي 110 كيلو مترات (68 ميل) شمال غرب تريست وحوالي 25 كيلو مترا (16 ميل) شمال بوردينوني.

تحد أندريس البلديات التاليه : بارسيس، فريزانكو،مانياجو،مونتيريالي فالسيلينا .